# 列烏申斯基圖曼湖
列烏申斯基圖曼湖是俄羅斯的湖泊，由漢特-曼西自治區負責管轄，位於西西伯利亞平原西部，面積114平方公里，集水區面積8,430平方公里，湖水主要來自融雪和雨水。